# 吉田照美
吉田 照美（よしだ てるみ、1951年〈昭和26年〉1月23日 - ）は、日本の男性フリーアナウンサー、タレント。元・文化放送アナウンサー。退社後は有限会社 吉田照美事務所（個人事務所）→ 西本商会 → アミューズ → アワーソングスクリエイティブ（ケイダッシュ グループ）を経て、現在はブランニューミュージック（ケイダッシュ グループ）所属。

## 来歴
東京都葛飾区出身。血液型はO型。
江戸川区立小岩第三中学校、東京都立小岩高等学校を経て1年浪人の末、早稲田大学政治経済学部経済学科入学、学生時代はアナウンス研究会に所属、4年生時は同会の委員長を務める。

### 文化放送入社
就職活動では経済学科だから銀行に就職しようと考えていたが一般企業の就活はせず、受けられる放送局のアナウンサー試験をすべて受験、最終的にニッポン放送と文化放送の最終面接の三人に残ったが、ニッポン放送は落ち、最後に残った文化放送に内定した。
1974年4月、文化放送にアナウンサーとして入社。新人の頃はアナウンス部の上司から「3年経ってモノにならなかったら他部署へ行ってもらう」と言われて当時は気ばかり焦っていたという。大相撲が好きな事から、当時の人気番組『大相撲熱戦十番』の支度部屋リポートを担当。
その後、1975年 - 1980年、平日夕方の帯ワイド番組『桂竜也の夕焼けワイド』の外中継コーナー「夕焼けトピッカー」のリポーターを担当。オペラを唄いながら商店街を歩き、女性とデートする、目隠しをしながら腰に手拭いを巻いて、銭湯の女湯に潜入する等、誰もやらない・恥ずかしい・それでいてラジオを聴いているリスナーが笑い転げる企画を多数展開していた。

### セイ!ヤング
1978年4月、深夜放送『セイ!ヤング』のパーソナリティに抜擢された。当時の深夜放送はブームは既に過ぎていたが、ここでも『夕焼けワイド』同様、吉田が“団長”になって街へ出掛け、何かとバカなことをやるという『不良少年探偵団』、スタジオの中で料理を作ったり、本当に湯を張って風呂に入ったりするなどの『照美の独身貴族四畳半』、『今週のおすすめポルノ』 など誰もやらない、バカバカしい企画を敢行。
ある日の夕方、当時の国鉄中央本線各駅停車の車内に現れ、空のビールジョッキを手に持ちながら、放送で呼びかけたリスナー数十名と一緒に乾杯の音頭を叫び、乗客の反応を窺う「乾杯おじさん」。当時の東京大学一次試験合格発表日当日、受験生を装いながら学生服姿で登場し、友人の受験生数名（実は番組スタッフ）と一緒に胴上げした姿がNHKの7時のニュースで放送された「ニセ東大胴上げ事件」などの企画があった。「ニセ東大胴上げ事件」は賛否両論（そもそもの騒ぎが不謹慎といった論調や、権威主義を批判するマスコミが東大合格を報道する矛盾を気付かせてくれた、など）あるなか、永六輔が、TBSラジオの自身の番組で「隣の局（文化放送）の吉田という若いアナウンサーが、バカな事をやってて面白かった」と称賛した。
神田明神で行われたガマン大会にふんどし一丁で参加して、氷水を頭から浴びた姿が、テレビのワイドショーで流れた。このガマン大会に対して北の湖から怒りを買ってしまった（後述）。
当初は水曜担当で、裏番組の『タモリのオールナイトニッポン』が人気を博していた事から「どうせ誰も聴いていないから、自分のやりたい事をやろう」と開き直った結果、口コミで徐々に人気となり、最終的に2年半続いた（1978年4月 - 1980年3月は水曜、1980年4月 - 9月は金曜担当）。
エンディングのフリートークから、提供クレジットまでのBGMには都倉俊一グランド・オーケストラの演奏による「リヨンの星座」が使用された。

### てるてるワイド
『セイ!ヤング』で注目されたのち、1980年10月6日開始の番組『吉田照美の夜はこれから てるてるワイド』のパーソナリティに抜擢された。当時、文化放送の夜の若者向け時間帯（ヤングタイム）の番組は、ライバル局のニッポン放送、TBSラジオに聴取率で後塵を拝し、低迷していた。『てるてるワイド』はこの時間帯を立て直すべく企画された。
それまでの夜ワイドの常識・既成概念を打破した内容と、1980年代前半のアイドルブームの波に上手く乗った事 が要因となり、首都圏の中高生に絶大な人気を博し、東京キー局の夜ワイドのイニシアティブを数年に渡り、ニッポン放送（『大入りダイヤルまだ宵の口』）から奪った。同時に、照美の人気も上がっていった。

### テレビに進出
1985年4月、同社を退社。フリーアナウンサーとなり、テレビに進出した。退職理由は「この春にアナウンス部が廃止され、将来に不安を感じて…」（1985年春頃「週刊TVガイド」のインタビュー）。転身に際し、文化放送との軋轢があった。転身直後に、フジテレビで平日午前の帯番組『吉田照美のてるてるTOKYO』の司会を担当する予定だったが、同社との交渉が決裂。弁護士を立てて再度交渉に臨んだが、番組開始までに間に合わず頓挫した。結果、同枠は荒川強啓の司会で『荒川強啓のらくらくTOKIO』として開始した。フジの平日午前帯番組司会は、14年後の1999年に『どうーなってるの?!』で実現する。
『夕やけニャンニャン』（フジテレビ）、『11PM』（日本テレビ）、『ぴったし　カン・カン』（TBS）の司会を務めた。『夕やけニャンニャン』は個性的な出演者（とんねるずや田代まさしなど）が（演出上において）好き勝手にやっている中で、一人だけ番組進行を保つ「学級委員」的なキャラで、番組内ではあだ名の「ロバ」 と、出演者や観覧客に揶揄されて呼ばれていたが、番組の良心的存在であり、親しまれた。

### やる気MANMAN!
1987年4月、平日昼の帯ワイド『吉田照美のやる気MANMAN!』を、2007年3月まで20年にわたって担当。『セイ!ヤング』『てるてるワイド』で培ったノウハウを生かし、その基盤を磐石なものとする。番組開始後の1988年に結婚。1990年代、日本テレビの番組『進め!電波少年』で、「渋谷のチーマーを更生させよう」のコーナーでチーマーを更生させたい芸能人を番組が募集したところ，吉田が名乗りを上げ，松村邦洋とともに、渋谷ロケを敢行。チーマーの標的となった松村を擁護、チーマーらとの対話を実現する。

### 新キャラクター
『ラジかるッ』（日本テレビ）では2006年10月から番組の終了まで、「DJ TERU（ディージェイ・テルー）」と称して、新しいキャラクターを演じていたが、かつて『夕やけニャンニャン』で共演していた、司会の中山秀征にはあだ名の「ロバ!」で呼ばれる事が度々であった。
フリーアナウンサー、タレント以外にも、2006年7月19日、小島嵩弘とのユニット「YK型」（ワイ・ケーけい。吉田・小島の頭文字）のファーストシングル『卍固めでTurn The Night』をリリースした。小島は以前から『吉田照美のやる気MANMAN!』で、ピンチヒッターを務めていた。
2006年10月20日、公式ウェブサイト開設 。YK型としての活動や、ラジオアナウンサーとしての活動、Tim Yoshidaとしての直筆絵画の作品紹介などが公開されている。
2007年12月17日、文化放送とニッポン放送が共同で「ストップ!飲酒運転キャンペーン」を実施するにあたり、8:00から5分間『吉田照美 ソコダイジナトコ』とニッポン放送の『上柳昌彦のお早うGoodDay!』と相互乗り入れを行った。ニッポン放送の電波に登場したのは1991年の『ゆく年くる年』以来。
2017年3月をもって『吉田照美 飛べ! サルバドール』が終了。本番組の終了に伴い、文化放送アナウンサー時代から36年半続いてきた文化放送の平日帯番組への出演が終了した。翌4月からはこれまで出演経験のなかったFM局でのレギュラー出演を開始し、bayfmやJFNの番組に出演している。
2017年8月23日と8月24日にニッポン放送『高嶋ひでたけのあさラジ!』にゲスト出演。同局番組に初出演する。他にも同年6月に、NHKラジオ『ごごラジ!』にゲスト出演。番組内では進行役の神門光太朗アナウンサーに「キャンディ乞うたろう」と命名する。
2018年1月3日にTBSラジオで『生島ヒロシと吉田照美のRoots66』に出演した。

## 人物
- 面長、メガネ、横分けの髪型が特徴。文化放送の在局中はメガネをかけておらず、『てるてるワイド』担当時は髪にパーマをかけ、パーマヘアをやめた後は中央で分けていたことがある[11]。2018年頃からは髪型はそのままに金髪に染髪している。
- 近藤真彦が『夜の放課後 マッチとデート』を担当していた当時、付けたあだ名は「ロバ」[12]。『夕やけニャンニャン』や『ラジかるッ』で散々「ロバ」と弄られてはいるがそもそもの発端は近藤によるものであり、さらに定着。
- 浪人時代に暗くなってしまい、人前で喋る事ができない、赤面恐怖症・対人恐怖症になってしまった[13]。克服するために大学でアナウンス研究会に入部した。
- 放送作家・脚本家の小山薫堂は日本大学在学中『てるてるワイド』でADを務め、その後、照美の個人事務所に所属。マネージャーを兼務していた[注 9]。
- 文化放送の入社試験（二次）では、試験官の一人であったみのもんたから「ラ行が弱いね」と指摘された[14]。
- テレビではラジオとは違い、遠慮したような態度が目立った。本人は「ラジオとテレビで態度が違うのは、当然」と開き直っている[15]。
- 文化放送の夜ワイド番組を担当していた当時、ニッポン放送で、裏番組のパーソナリティだった三宅裕司とは、長年、同じ事務所の（アミューズ）所属であった。
- 極度な音痴である事で知られ『アナウンサー対抗歌合戦』では毎回、調子外れな歌を披露するのが恒例だった[7]。
- 趣味は油絵。社会風刺を盛り込んだ画風で、個展もたびたび開催している。
- 北の湖から嫌われていた。ある時にたまたま支度部屋のテレビで、吉田が番組の企画で氷水を頭からかぶって大騒ぎする映像が流れていた。それを見ていた北の湖はちょうど『大相撲熱戦十番』の取材に訪れる吉田の顔を覚えていたくらいの頃で、北の湖は「よく俺のそばに来る若いヤツだな。このバカを俺に近づけるな」というお触れを付き人に回していた。他にも、高見山がマイクをかじるという形でリアクションを取ってくれた際に、いい仕事をしたと調子に乗って北の湖に「今日はどんな作戦で?」と言ってマイクを向けたら鼻息で「フン!」と返され、取り付く島もないため「相当、気合が入っています」とごまかして切り抜けた。後から付き人に「照美さん、あともう一言、声をかけていたら殴られていましたよ」と言われた[16]。
- ガッツ石松に「照美」という名前を酷評され、俺の名前を使えと「ガッツ吉田」と名乗っていた時期があった、のちにリスナーから募集した「ルミちゃん」と名乗った[17]。これに伴い「ルミちゃん音頭」も誕生した。そのルミちゃん音頭を、吉田が『セイ!ヤング』のパーソナリティを務めていたのと同時期に同時間帯のライバル番組『パックインミュージック』（TBSラジオ）のパーソナリティであった西田敏行が、自分の好きな曲のコーナー毎週かけていたことがあり、その御礼で吉田が西田の元を訪れたことがある[18]。

## 現在出演中の番組

### ラジオ
- 伊東四朗 吉田照美 親父・熱愛（文化放送）
- てるのりのワルノリ（文化放送）
- あっ！という間のミスDJ[注 10]（文化放送）
- TERUMI de SUNDAY!（bayfm）
- Please テルミー! 〜マニアックさん。いらっしゃ～い!（ジャパンエフエムネットワーク制作。JFN）
- かつコレ（かつしかFM） 月2回 出演

### テレビ
- Qさま!!（テレビ朝日系） - 不定期 出演
- 情熱報道ライブ「ニューズ・オプエド®」（NOBORDER NEWS TOKYO）（2014年10月31日 - ）月1回 出演

## 過去に出演していた番組

### ラジオ
- 大相撲熱戦十番（NRN系） - 力士インタビュアー
- 歌謡あらかると（文化放送）
- 桂竜也の夕焼けワイド（文化放送） - 外中継リポーター
- GO!GO! キャンディーズ（文化放送）
- ニュース・パレード（文化放送）
- ヤングタウンAM（文化放送、NRN系の民放AMラジオ局で放送）
- セイ!ヤング（文化放送）[1]
- 決定!! 全日本ニューミュージックグランプリ（文化放送）
- 吉田照美の夜はこれから てるてるワイド（文化放送）[1]
- 新てるてるワイド 吉田照美のふッかいあな（文化放送）[1]
- 吉田照美のやる気MANMAN!（文化放送）
- 土曜ワイド 吉田照美のハッピーTOKYO（TBSラジオ）
- 吉田照美のびんびんタイムス〜まだまだもっと日曜日（TBSラジオ、1995年4月〜1996年4月）
- マエセツ YK型（文化放送）
- 吉田照美 ソコダイジナトコ（文化放送）
- ラジオビタミン（NHKラジオ第1）[注 11]
- 吉田照美 飛べ! サルバドール（文化放送）
- オレたちゴチャ・まぜっ!（MBSラジオ） [注 12]
- ザ・ヒットスタジオ (火)（MBSラジオ）（2017年4月4日 - 2021年9月29日）
- 吉田照美の森羅万SHOW（かしわプロダクション）
- 吉田照美のてれジオ倶楽部（TBSラジオ・BS-TBS）[19][注 13]
- Pocoっとchaンネル（文化放送）（2019年4月1日 - 2020年9月21日）
- 木内みどりの小さなラジオ 第9回「ラジオの未来」（ネットラジオ、2020年1月24日）

### ラジオドラマ
- 青春ラジオ小説 「オートリバース」（2020年12月、民放ラジオ99局・radiko） - 本人 役

### テレビ
- 夕やけニャンニャン（フジテレビ系、出演期間は1985年9月〜1987年8月） - 司会
- ぴったし カン・カン（TBS系） - 3代目 司会  ※小島一慶の後任
- 11PM（日本テレビ系、出演期間は1985年10月〜1990年3月）
- 夕食ニャンニャン（フジテレビ系、出演期間は1986年5月〜9月） - 司会
- VIDEO MAGAZINE (フジテレビ、1987年頃)
- ジパング通信（テレビ朝日系）
- 発汗! シェイプUP（テレビ朝日系、出演期間は1987年7月〜9月） - 司会
- 炸裂! スポーツパワー（TBS系）
- 親知らずバラエティー 天使の仮面!!（朝日放送制作・テレビ朝日系） - ナレーション
- どうーなってるの?!（フジテレビ系） - 2代目 司会
- スーパーモーニング（テレビ朝日系、出演期間は2002年4月〜9月） - 討論コーナー司会
- 日本ジツワ銀行（日本テレビ系）
- 新体感クイズTV タッチアンサーズ → タッチアンサーズα（BS朝日）
- 今夜はあなたとミステリー（NHK総合）
- 所さん&おすぎの偉大なるトホホ人物伝（テレビ東京）
- be on TV → be ON AIR!・be Medical（BS朝日）
- ラジかるッ（日本テレビ）
- 吉田照美の湯河原オーマイマインド[注 14]
- 超難問を解ける!? まさかのミステリー!!（日本テレビ系）
- オジサンズ11（日本テレビ系） - 準レギュラー
- 汽車に乗ろうよ（静岡第一テレビ） - ナレーション
- ザ☆スター（NHK BShi・BS2）[注 15]
- 本番前@控室（BS11）
- いま日本は（BS朝日）

### テレビドラマ
- スケバン刑事II 少女鉄仮面伝説 第9話「おニャン子クラブ全員集合!!」（1985年、フジテレビ） - 吉川役
- ママはアイドル!（TBS系）
- 次男次女ひとりっ子物語（TBS系） - 桜井壮大役
- ドラマシティ'92「愛は仁義」（1992年、よみうりテレビ制作・日本テレビ系）
- 新春ドラマスペシャル「家族ネットワーク」（1994年、テレビ朝日）
- ウルトラセブン 太陽エネルギー作戦（1994年、日本テレビ系） - ヨシダテルミ役
- 火曜ドラマゴールド「現代に甦った闇の死置人 あなたの怨み晴らします」（日本テレビ系）
- お耳に合いましたら。 第1話 （2021年、テレビ東京） - 吉田照美（本人役）

### 映画
- おさな妻（1980年） - 郵便局の客役
- チーちゃんごめんね - 本人役（特別出演）
- シュート!（1994年）- 試合中のシーン、放送席での実況アナウンサー役
- ゴジラ2000 ミレニアム - 本人役[2]
- バネ式 - 自身初の監督作。少年時代に愛読した、つげ義春の漫画「ねじ式」のオマージュ作品[注 16]
- スカイハイ 劇場版 - 編集長役
- 20世紀少年 最終章 ぼくらの旗 - ライブ客役
- ロバマン（2019年） - 主演および主題歌「ロバマンのうた」歌唱[20]
- 三大怪獣グルメ（2020年）- 本人役
- 遊星王子2021（2021年8月27日公開）
- タヌキ社長（2022年5月20日公開）[21]
- 電エースカオス（2023年12月22日、エクストリーム）[22]

### 舞台
- リーディング公演「HAKUTO〜白兎（しろうさぎ）〜」（2015年10月、博品館劇場）　※ 公演企画も担当[23]。

### CM
- ライオン「white&whiteプライム」（ナレーション）
- タイガー魔法瓶「トースターレンジ・クックエース」（1990年）
- キリンビバレッジ「体質茶」

### 声優
- 秘密結社鷹の爪 劇場版第5弾（タイトルコール ナレーション）
- アニメ版こげぱん（ナレーション）
- チキンラン（ミスター・トゥイーディ）

## 著書
- 『いななくぞ このやろう! ― 吉田照美の夜はこれから てるてるワイド』文化放送 編. 小学館, 1981.12
- 『美・10代』旺文社, 1984.10
- 『吉田式 グングン会話術 言葉の10倍 気持ちが伝わる』芸神出版社, 1996.6
- 『バルサの翼』(アーティストによる絵本シリーズ さく・え. ランダムハウス講談社, 2007.4
- 『ラジオマン 1974 - 2013 僕のラジオディズ』（2013年11月、ぴあ ISBN 978-4-8356-1864-7）
- 『「コミュ障」だった僕が学んだ話し方』集英社新書 2017.12

### 共著・監修
- 『アンタが神様! 吉田照美の流行神々見聞録』長谷川勝士共著、近代映画社, 1987.6
- 『好感度二重丸 自己紹介 ― 1分であなたを最大限にアピール!』監修、大泉書店, 1999
- 『使える短いスピーチ ― 要領よくまとめるコツ・人を魅きつける話術』監修、大泉書店, 1999.10
- 『親父熱愛(オヤジ・パッション)  part.1・2』 伊東四朗と水谷加奈共著、講談社文庫, 2002.12
- 『賞味期限知らず』アーサー・ビナード共著、小学館, 2008.11

## ディスコグラフィ
- 「ルミちゃん音頭」
- 「そうさ エトランゼ」
- 「哀愁のルミちゃん」
- 「銀河放送局GRSQ」
- 「夫婦茶碗」（1986年） - ザ・リリーズとのデュエット曲
- 「浮気道(うわきどう)」（1997年） - 小俣雅子とのデュエット曲
- 「愛よ! 倹しき者たちに、絶え間なく降りそそげ!」（2012年11月9日、ミニアルバム）